# F.D. Crockett
Le F.D. Crocket est un sloop de pêche de la baie de Chesapeake de type Oyster buy-boat (en). Il a été construit en 1924 en Virginie, par Alexander Gaines. Il a servi principalement au transport de marchandises.

## Historique
Le F.D. Crockett est un bateau ponté de style Poquoson. Il a été construit en 1924 et est l'un des deux seuls grands bateaux à pont encore existants qui a été construit spécifiquement avec un moteur à combustion interne, le seul restant en Virginie. Alexander Gaines, l'un des derniers constructeurs de bateaux traditionnels dans la région du comté de Middlesex, a construit le FD Crockett à une époque où les bateliers de la baie de Chesapeake se détournaient de la voile pour se tourner vers les bateaux à moteur. En 1994 il a été converti pour la plaisance.

## Préservation
Il est inscrit au Registre national des lieux historiques depuis 2012  et au Virginia Landmarks Register. 
Il appartient et est entretenu par le Deltaville Maritime Museum  depuis 2005 et sert principalement à des fins éducatives et parcourt la baie en tant qu'ambassadeur du musée.